# Parc naturel régional du Pilat
Pour les articles homonymes, voir Pilat (homonymie).
Le parc naturel régional du Pilat est un des 10 parcs naturels régionaux (PNR) de la région Auvergne-Rhône-Alpes.  Labellisé en 1974, il est historiquement le deuxième parc naturel régional créé dans la région et compte parmi les premiers établis en France.

## Géographie

Logo du parc

Le parc couvre l'ensemble du massif du Pilat, sur les contreforts du Massif central, à cheval sur les départements de la Loire et du Rhône.

Limité au nord/ouest par la vallée du Gier à Saint-Chamond, et à l'est par la vallée du Rhône, ses frontières sud et ouest le mènent aux portes de la Haute-Loire et de l'Ardèche, et à quelques kilomètres de Saint-Étienne.

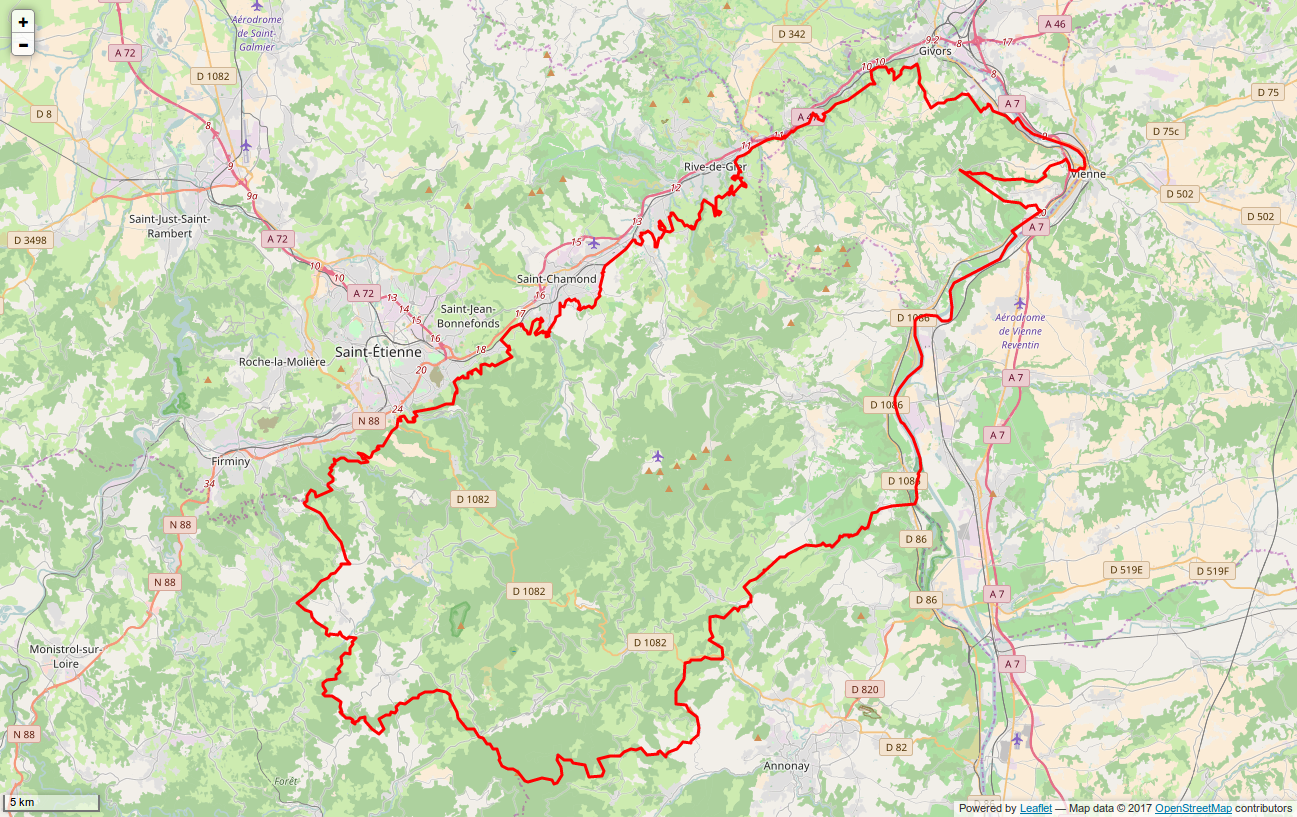
Périmètre du PNR.

Le parc regroupe 47 communes de la Loire et du Rhône sur un territoire de 700 km2, pour une densité de 80,2 hab/km2 (densité assez élevée pour un parc naturel).
 C'est un des PNR les plus peuplés de France.
Du fait de la diversité du territoire, mais surtout étant donné que la gestion de tout parc naturel régional s’associe aux communes et intègre des élus locaux, le Parc naturel régional du Pilat se répartit en quatre zones, intimement liées aux Communautés de communes locales :

- Au nord, la « région de Condrieu » désigne naturellement la zone correspondant aux communes de la rive droite de la Communauté d'agglomération de Vienne et de Condrieu, à l’exception des communes de Sainte-Colombe et de Loire-sur-Rhône.
- Dans sa partie intermédiaire à l'ouest le « pays du Gier » et Saint-Étienne Métropole.
- À l'est, le « Pilat rhodanien » et la Communauté de communes du Pilat rhodanien.
- Au sud, les « monts du Pilat » et la Communauté de communes des Monts du Pilat.

## Histoire
Claude Berthier professeur au lycée Claude-Fauriel à Saint-Étienne et délégué du Touring club de France prend rapidement conscience du l’intérêt touristique du massif du Pilat et notamment de l'attrait de cette zone naturelle pour les populations citadines proches. Il évoque la création d'un parc naturel en 1946 et commence à faire circuler l'idée dans la population locale. Dans les années 1960 c'est le médecin stéphanois Bernard Muller, député de la Loire de 1964 à 1967, qui porte le projet d'un parc naturel alors que l'idée de parc naturel régional voit le jour.
Labellisé PNR en 1974, le parc du Pilat voit sa charte révisée en 1991. Il fait alors le point sur sa situation et définit sa nouvelle orientation pour les dix ans à venir. La révision de 2001 voit le parc quitter son logo aux trois sapins pour le logo actuel. Par la suite la charte devra être révisée tous les 12 ans afin de maintenir le label PNR, comme pour les autres parcs naturels régionaux français.
Durant la rédaction de la charte qui viendra succéder à celle de 2012, il est évoqué l'extension au sud pour intégrer des communes de Haute-Loire et d'Ardèche.
Le parc passerait en 2022 de 51 à 71 communes, avec plusieurs de Haute-Loire, d'Ardèche, Givors dans le Rhône, et Le Chambon Feugerolles dans la Loire.

## Missions
La maison du parc - centre administratif et point d'information sur le parc - se trouve dans la ville de Pélussin.

En tant que parc naturel régional, le PNR du Pilat a pour mission principale de « protéger et valoriser le patrimoine naturel, culturel et humain de son territoire ».

L'assistance architecturale est un des points sur lequel a travaillé le parc dès le milieu des années 1970 et l'harmonie architecturale du parc reste une priorité.
L’accueil et l'information du public se fait via le réseau d'offices de tourisme géré par le parc dans ses principales villes et villages à savoir:
- La maison du parc à Pélussin
- La maison du châtelet à Bourg-Argental
- L’office de tourisme du Haut Pilat à Saint-Genest-Malifaux
- L'office de tourisme du Pilat rhodanien à Malleval et l'Office de tourisme de Condrieu
- Les syndicats d'initiative du Bessat, de Saint-Julien-Molin-Molette et de Planfoy

## Les activités dans le parc
Au carrefour de la gestion du tourisme et de la préservation des ressources naturelles, le Parc naturel régional du Pilat prend en charge l'entretien des sites (sentiers, pistes etc. ) et la promotion des activités de plein air : « Le Parc naturel régional du Pilat s’est engagé depuis 2003 à promouvoir un tourisme durable c’est-à-dire un tourisme qui respecte et préserve à long terme les différentes ressources du Pilat ».
Si la randonnée et les sports d'hiver concentrent une bonne partie de ce travail, on notera aussi un ensemble de pistes de VTT spécialement balisées de même qu'un certain nombre de chemins et voies forestières balisés pour la pratique de l'équitation (balisés d'une pastille orange).

Dans la partie rhodanienne du parc on peut également pratiquer les sports nautiques (téléski nautique à Condrieu, plus longue rivière artificielle de France à Saint-Pierre-de-Bœuf etc.).

### Randonnée et marche

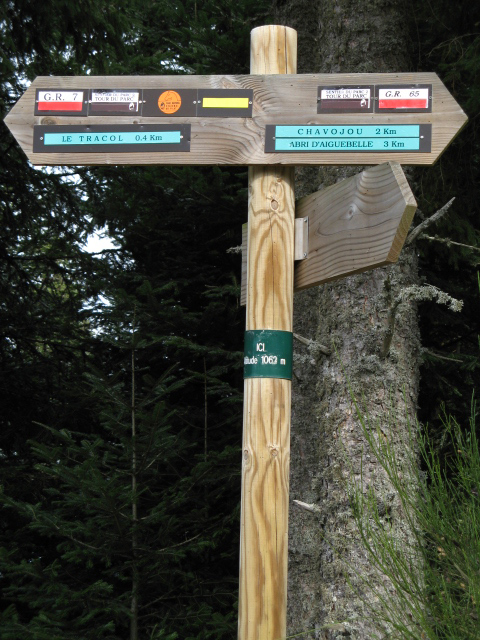
Panneau indicateur du parc montrant divers balisages

De tout temps activités phares dans le Pilat, la randonnée et la marche sont également parmi les premières à avoir été mises en avant par le Parc naturel régional. Ainsi dès mars 1974 (avant même la labellisation officielle), Jean-Pierre Loupp (chargé de mission de la DATAR) associait le parc à la réédition d'un topo-guide dédié aux marcheurs.
Aujourd'hui 1 500 km de sentiers sont entretenus par le parc et proposés au public via la publication de cartes, topo-guides et plaquettes : 
Le parc naturel régional du Pilat est traversé par 3  sentiers de grande randonnée (balisage rouge et blanc) :
- Le GR 7 qui, partant de Saint-Chamond, rejoint la Haute-Loire et notamment Saint-Bonnet-le-Froid.
- Le GR 42 dont le point de départ situé à Saint-Étienne permet de traverser le parc jusqu'en Ardèche en rejoignant les villages de Vanosc et Vocance.
- Enfin la Via Gebennensis balisée GR 65, voie secondaire du chemin de Compostelle, permet aux pèlerins de rejoindre Le Puy-en-Velay (point de départ du pèlerinage sur la Via podiensis) en traversant de nombreux village de la Loire.

À ces grands axes s'ajoutent 10 itinéraires pédestres balisés par le parc du Pilat et numérotés (balisage marron et blanc accompagné du numéro de sentier). De distance variable - d'une trentaine de kilomètres à 104 km pour le plus long - ces itinéraires en ligne permettent de découvrir le parc selon des approches thématiques : Flore, Marcellin Champagnat etc.
Alternativement le tour du parc partant de Pélussin (balisage marron et blanc accompagné des lettres TP) suit grossièrement les frontières de l'ensemble du parc du Pilat le long d'une boucle de près de 180 km. 
Enfin de nombreux sentiers pédestres de quelques kilomètres (balisés en jaune et blanc) permettent d'effectuer des boucles de distance plus modeste au départ des principaux villages du parc. Des panneaux indiquent régulièrement les distances et les temps de parcours.

### Ski nordique, raquettes et sports d'hiver
Bien que d'altitude assez peu élevée (entre 950 m et 1 431 m), les monts du Pilat dans la partie sud-ouest du parc profitent d'un enneigement assez intéressant pour la pratique des sports d'hiver. Ceci étant les dénivelés assez faibles favorisent la pratique du ski nordique à celle du ski alpin.

Le parc naturel régional du Pilat (avec la collaboration de la Communauté de communes des monts du Pilat) encadre alors l’entretien et le damage des pistes de ski nordique et des sentiers de raquettes, la location de matériel et l'accueil des groupes.
Depuis octobre 2009 la Communauté de communes des monts du Pilat a entrepris les démarches nécessaires à la classification de l'Espace nordique des monts du Pilat en Station durable de moyenne montagne. Ce label défini par la région Rhône-Alpes vise à établir une « cohérence et une complémentarité entre les Contrats de Développement Durable Rhône-Alpes (CDDRA) et les contrats de Parc Naturel Régional (PNR) ».

## Galerie photographique

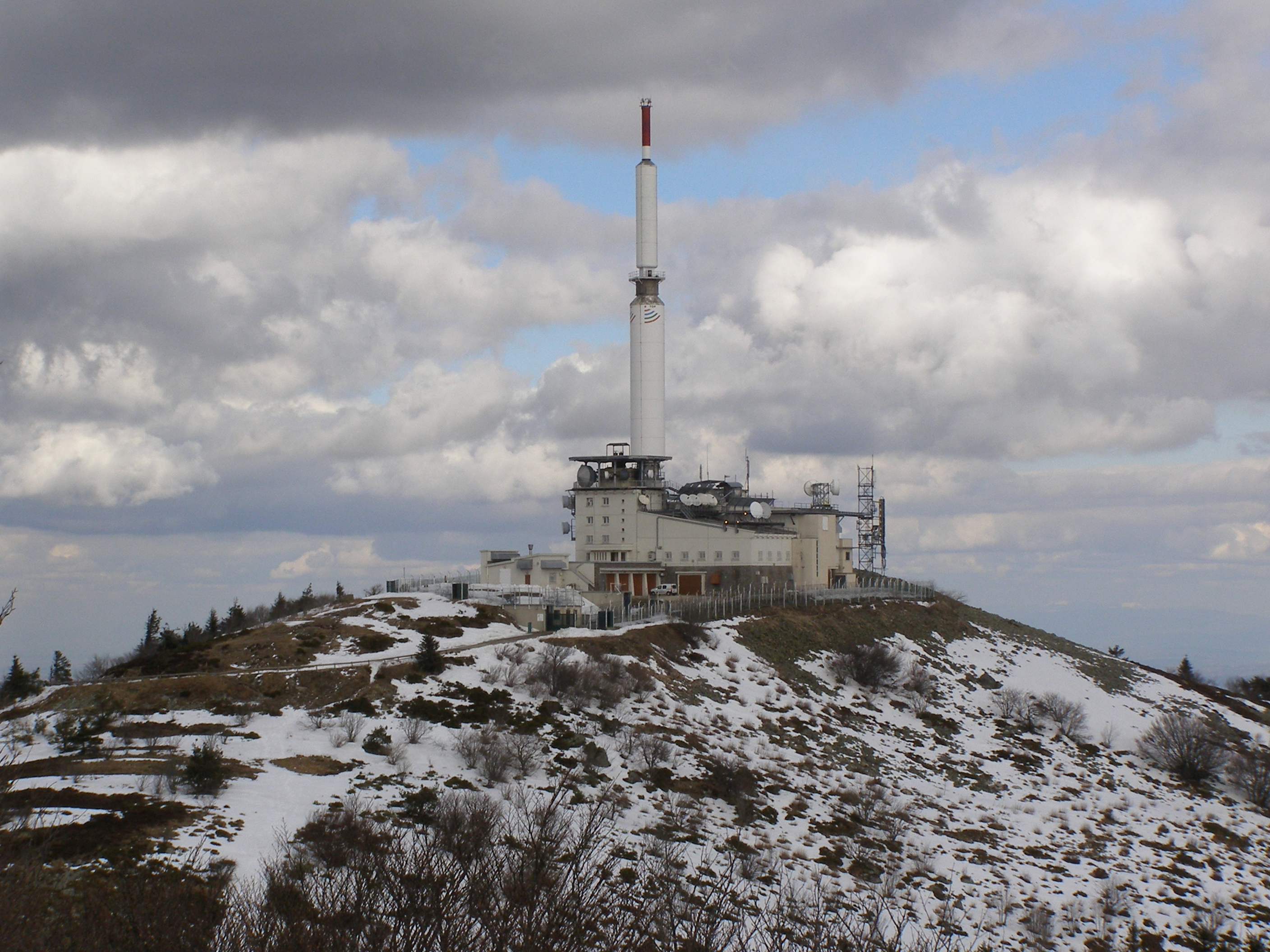
Émetteur TDF au crêt de l'Œillon.
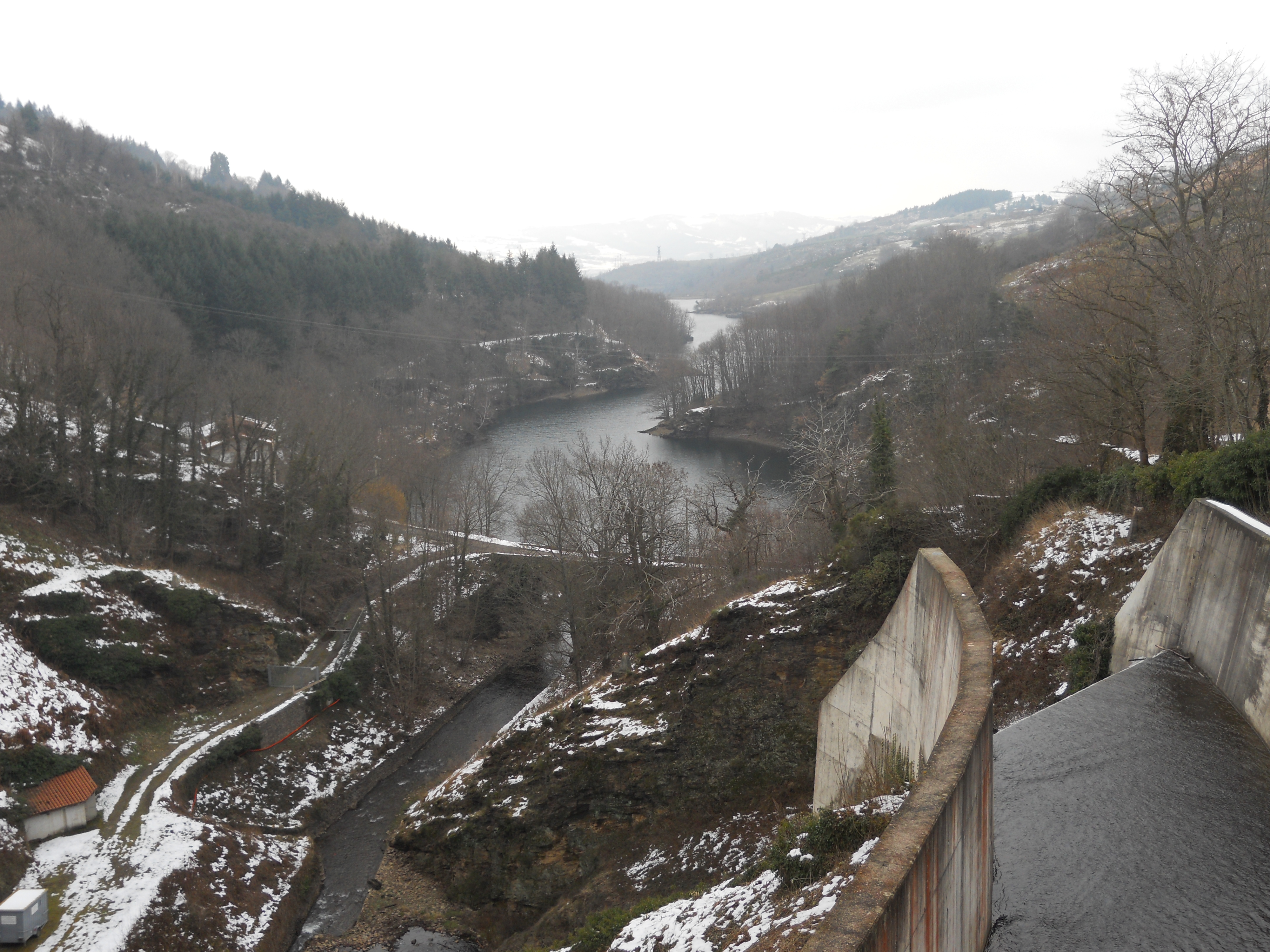
Vue sur le Gier en aval du barrage de retenue de la Rive (42).
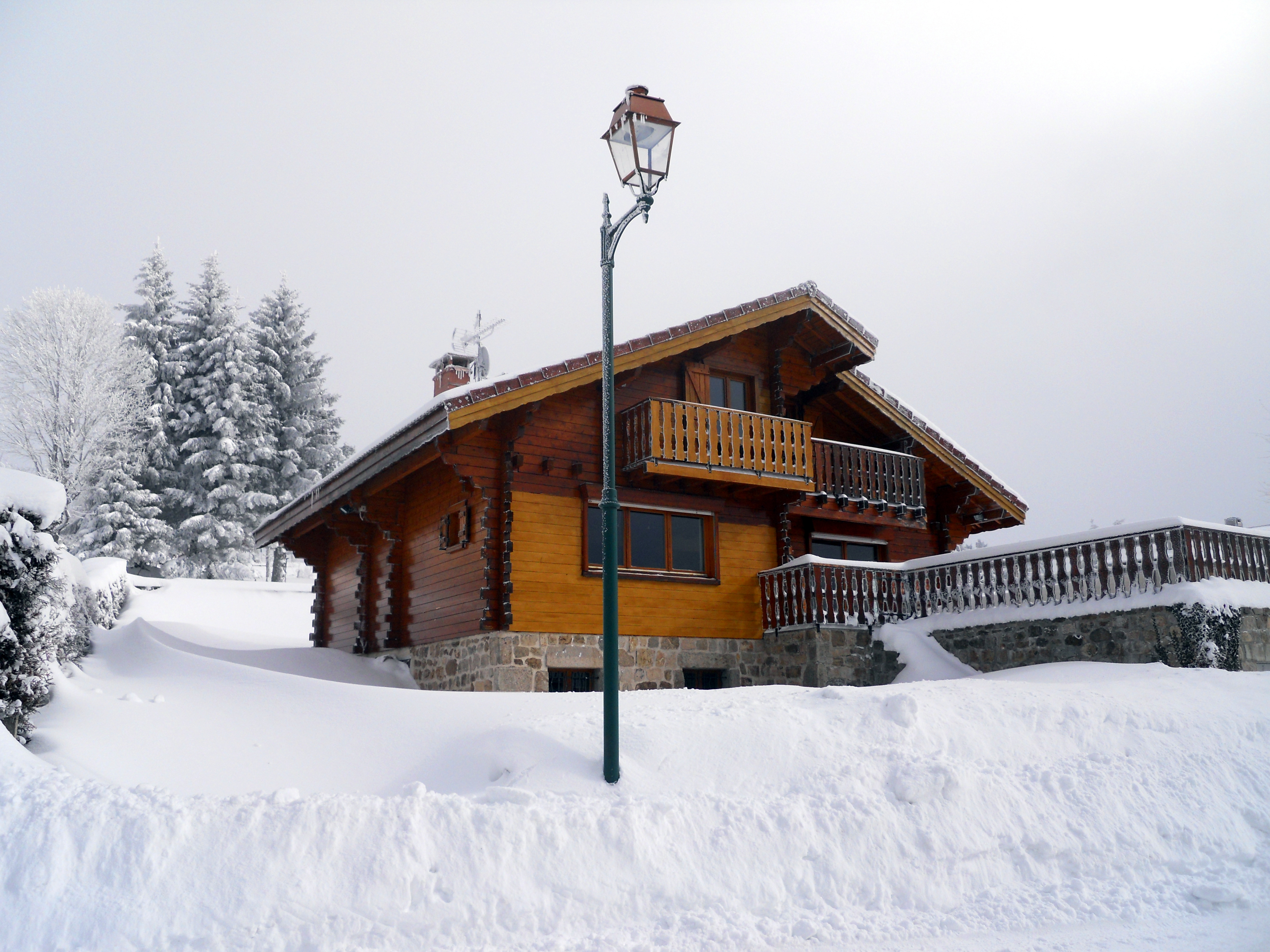
Chalet sous un soleil blafard au Bessat, Loire (42).
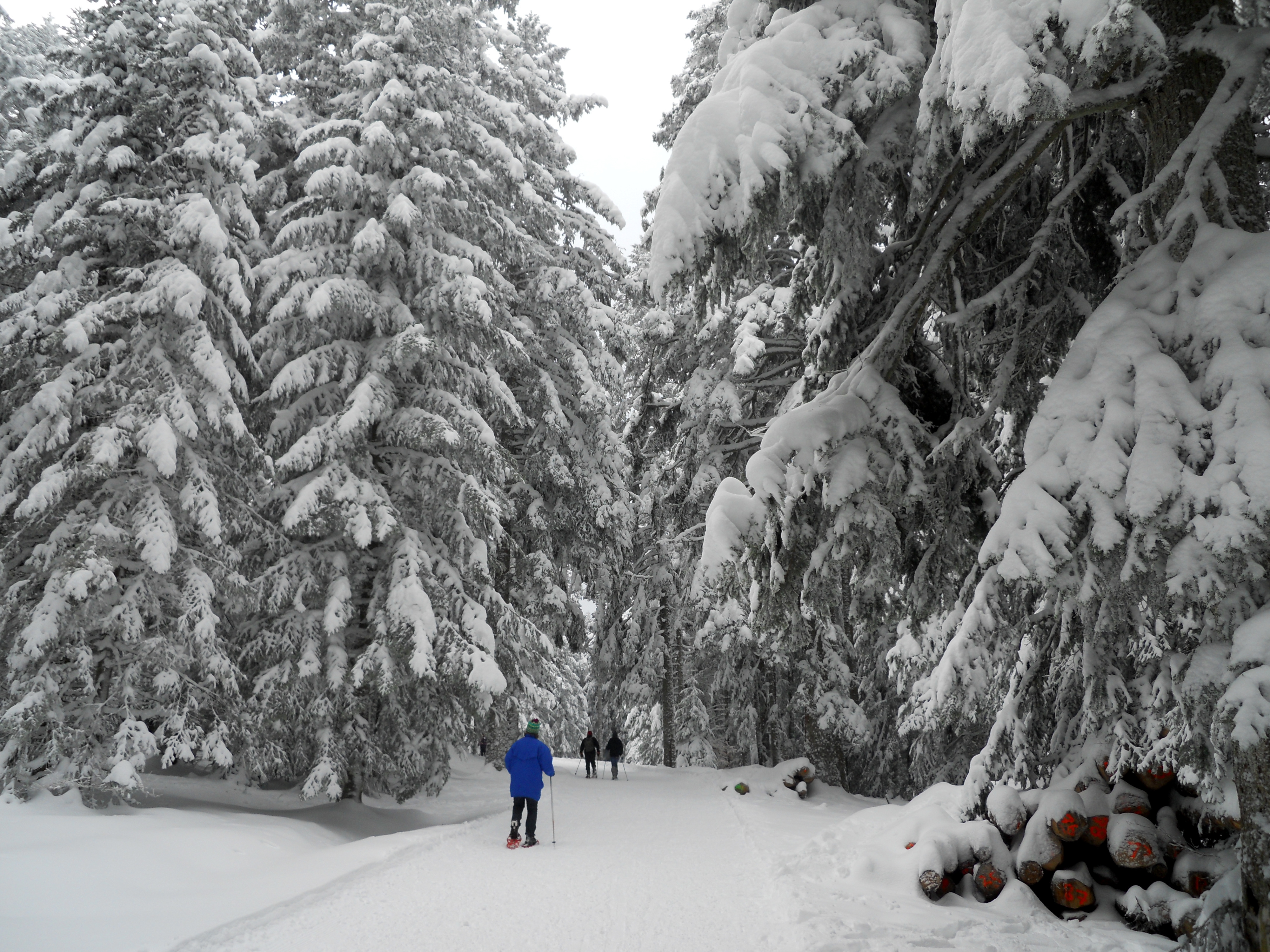
Raquettes au Bessat, Loire (42).